# Tifroura
Douar Tifroura est un village  de la wilaya de Mascara en Algérie. Il est situé non loin de la commune de Hacine.

## Toponymie
Le nom de Tifroura est d'origine berbère, il signifie "la citadelle" ou "le poste de surveillance".

## Géographie
Le village est situé sur les hauteurs de Hacine à 635 mètres d'altitude.

## Histoire
Le douar de Tifroura est habitée par une population berbère au nom de Mezouara. Les habitants de Tifroura ont participé auprès de l'Emir Abdelkader à la résistance conte l'occupant français, ils faisaient partie de la Zmala et étaient commandées par leur chef Mohammed Bou Chentous.